# Wilhelm Küstner
Wilhelm Friedrich Küstner (* 4. Oktober 1900 in Halle (Saale); † 24. Oktober 1980 in Magdeburg) war ein deutscher Hals-Nasen-Ohren-Arzt und Hochschullehrer.

## Leben
Wilhelm Küstner war Sohn des Sanitätsrats Dr. Wilhelm Küstner († 1928), HNO-Arzt und Ehrenmitglied des Corps Palaiomarchia. Er begann an der Philipps-Universität Marburg Medizin zu studieren und wurde am 7. Mai 1921 im Corps Teutonia zu Marburg recipiert. Als Inaktiver wechselte er an die Friedrichs-Universität Halle, die Ludwig-Maximilians-Universität München und die Albert-Ludwigs-Universität Freiburg. 1928 wurde er in Freiburg zum Dr. med. promoviert. Die Facharztausbildung absolvierte er bei Woldemar Tonndorf (1887–1957) in Dresden. Küstner wurde dort Oberarzt und ab 1930 Chefarzt der Hals-Nasen-Ohren-Klinik im Stadtkrankenhaus Dresden-Johannstadt. 1951 wechselte Küstner nach Magdeburg und wurde zum Chefarzt an der HNO-Klinik des Städtischen Gustav-Ricker-Krankenhaus ernannt. Mit der Gründung der Medizinischen Akademie Magdeburg 1954 blieb er Direktor der HNO-Klinik. 1956 habilitierte er sich in Magdeburg. 1959 wurde er zum Professor mit Lehrauftrag ernannt und 1961 auf den  Lehrstuhl an der Medizinischen Akademie Magdeburg berufen. Küstner leitete die Klinik bis zu seiner Emeritierung 1965. In dieser Zeit führte er moderne Diagnostik- und Therapiemethoden, wie hörverbessernde Operationen, Radiumtherapie von Larynxkarzinomen, endoskopische Untersuchungen von Larynx und Speiseröhre, in die Klinik ein. Für seine Leistungen wurde er 1960 mit der Hufeland-Medaille (DDR) geehrt. 1966 wurde er emeritiert. Aus der 1928 geschlossenen Ehe mit Irmgard Steinhorst-Lindner hatte er einen Sohn und eine Tochter.

## Schriften
- Osteomyelitische Erkrankungen des Oberkiefers dentalen Ursprungs HNO: Wegweiser für fachärztliche Praxis 7, 1949.
- Zur Röntgendiagnostik der Kieferhöhlenerkrankungen unter Verwendung von Kontrastmitteln. Deutsche Stomatologie 7, 1954.
- Die Aufgaben des Hals-, Nasen-, Ohrenarztes bei der Rehabilitation des Asthmatikers. Allergie und Asthma 7, 1961.
- Die Beurteilung von Schilddrüsenerkrankungen. In: Hermann Redetzky/Heinz Thiele (Hrsg.): Schriftenreihe der ärztlichen Fortbildung XXVII, 1964.
- Die Hals-Nasen-Ohren-Klinik. In: Festschrift 10 Jahre Medizinische Akademie Magdeburg, Magdeburg 1964, 65–68.
- Hals-, Nasen- und Ohrenkrankheiten. Lehrmaterialien für Ausbildung und Weiterbildung von mittlerem medizinischem Personal. Institut für Weiterbildung mittlerer medizinischer Fachkräfte, Potsdam 1965.